# شونان بلمار
شونان بلمار، (باليابانية: 湘南ベルマーレ) هو نادي ああكرة قدم ياباني يلعب في الدوري الياباني. مركزه هي مدينة هيراتسوكا، محافظة كاناغاوا.
وقد حصل نادي شونان بلمار على بطولة كأس الكؤوس الأسيوية عام 1995م .

## أهم اللاعبين الذين لعبوا للعين خلال تاريخه
- ستيفن لايبوت
- إدفاردو هرموزا
- ميراندينيا
- جيلبرتو كارلوس ناسيمنتو
- ألمير دي سوزا فراغا
- كارلوس ألبرتو دياز
- بيتا (لاعب كرة قدم)
- هرنان غافيريا
- إفير بالاسيوس
- هاميلتون ريكارد
- ارلي ديناز
- ستيفيتشا ريستيك
- دانيل سانابريا
- كاسيانو ديلفايي
- أنخل اورتيز
- بافل باديا
- فيتالي باراهنفيتش

## وصلات خارجية
- الموقع الرسمي باليابانية